# Foudia omissa
Il tessitore rosso di foresta (Foudia omissa Rothschild, 1912) è un uccello appartenente alla famiglia Ploceidae, endemico del Madagascar.

## Distribuzione e habitat
La specie è endemica del Madagascar centrale, orientale e settentrionale.

## Conservazione
La IUCN Red List classifica F. omissa come specie a basso rischio (Least Concern).